# Polly Swann
Polly Swann (ur. 5 czerwca 1988) – brytyjska wioślarka. Srebrna medalistka olimpijska z Rio de Janeiro.
Zawody w 2016 były jej pierwszymi igrzyskami olimpijskimi. Medal zdobyła w ósemce. Wywalczyła złoto mistrzostw świata w 2013 w dwójce bez sternika. Na mistrzostwach Europy zdobyła złoto w 2014 w tej samej konkurencji.